# Аврора (журнал, Санкт-Петербург)
Авро́ра — литературно-художественный и общественно-политический журнал в Санкт-Петербурге.

## История
Журнал выходил ежемесячно с июля 1969 года в Ленинграде. Первоначально орган ЦК ВЛКСМ, СП РСФСР и Ленинградской писательской организации. С 1980 года слова о принадлежности к Ленинградской писательской организации исчезли с титульного листа.
Ряд публикаций «Авроры» 1970—1980-х годах вызвал общественный резонанс и цензурные преследования. В 1977 году был снят с должности и вскоре умер главный редактор Владимир Торопыгин за публикацию стихов Нины Королёвой, в которых мельком упоминался расстрел царской семьи: «И в год, когда пламя металось на знамени тонком, в том городе не улыбалась царица с ребёнком…» В 1982 году потерял свою должность главный редактор Глеб Горышин из-за того, что в журнале на 75-й странице был напечатан рассказ Виктора Голявкина «Юбилейная речь» (1981, № 12), в которой усмотрели намёк на 75-летие Брежнева.
С 1982 года претерпел существенные изменения первоначальный творческий состав редакции. Сотрудники, стоявшие у истоков, говорили о «несчастливом» тринадцатом годе жизни журнала. Тем не менее, максимальный тираж «Авроры» при последнем «советском» главном редакторе Эдуарде Шевелеве достигал 1 млн 90 тыс. экземпляров. Во второй половине 1980-х годов популярностью пользовались материалы, посвящённые рок-культуре, под эгидой журнала проводились конкурсы магнитоальбомов, организовывались рок-фестивали. Писатель и журналист Александр Житинский вёл колонку «Записки рок-дилетанта», в рамках которой публиковал заметки о ежегодных фестивалях Ленинградского рок-клуба. В 1988 году в журнале была опубликована скандальная по тем временам повесть Владимира Кунина «Интердевочка».
Редакция журнала долгое время находилась по адресу Аптекарский переулок, дом № 3. С 2001 года офис редакции размещается по адресу ул. Большая Разночинная, д. 17-А.
С конца 1990-х годов журнал выходит 1 раз в 2 месяца. В тяжёлое время 1990—2000-х годов, когда государство устранилось от поддержки литературы, «Аврора» чудом удерживается на плаву, став, как и большинство литературных журналов, малотиражным и безгонорарным изданием. В 1998 году новым издателем журнала становится Санкт-Петербургская общественная организация культуры «Аврора», которую учреждает тогдашний актив редколлегии. К 2003 году в числе учредителей организации остаются Эдуард Шевелев, Вильям Козлов и Николай Чумаков.
В начале 2000-х годов наблюдаются длительные (на несколько лет) перебои в выпуске журнала. В 2006 году предприниматель Валерий Новичков, возглавивший Санкт-Петербургскую общественную организацию культуры «Аврора» и сместивший Эдуарда Шевелева с должности главного редактора, по совету председателя Санкт-Петербургского отделения Союза писателей России Бориса Орлова привлекает к работе в журнале в должности главного редактора председателя Православного общества писателей Санкт-Петербурга Николая Коняева. Совместно они возобновляют регулярный выпуск журнала, с тех пор издающегося бесперебойно по 6 номеров в год. С 2008 года в журнале публикуются произведения Захара Прилепина, Романа Сенчина, Германа Садулаева, Валерия Айрапетяна, на его страницах появляются также произведения вошедшего в редколлегию Виктора Кречетова, Василия Белова, Валентина Курбатова.
Однако к 2009 году у Новичкова, полагавшего, что литературный журнал должен иметь светскую направленность, обостряются отношения с «православным писателем» Коняевым, и тот покидает редакцию. Авторами «Авроры» в этот период становятся Алексей Ахматов, Евгений Антипов, дебютант Кира Грозная и другие.
В 2011 году Валерий Новичков объявляет себя главным редактором журнала и до 2013 года издаёт его практически в одиночку, без финансовой поддержки, с помощью волонтеров. Тем не менее журнал выходит регулярно, в нём печатаются Виктор Пелевин, Петр Кожевников, Александр Городницкий, Дмитрий Поляков (Катин), Эдуард Кочергин, Дмитрий Каралис, Валентин Сорокин, Владимир Крупин, Лидия Сычева и другие.
С 2013 года государство начинает предоставлять «Авроре» субсидии, снова формируется штат редакции, должность ответственного секретаря занимает Илья Бояшов.
В октябре 2014 года, в связи со смертью Валерия Новичкова, члены СПб ООК «Аврора» на общем собрании избирают главным редактором журнала самую молодую участницу — Киру Грозную.
С 2016 года в «Авроре» создается редакционный совет, его председатель — Валерий Попов.
В 2015—2017 гг. «Аврора» издает выпуски, посвященные деятельности петербургских литобъединений — Алексея Машевского, Вячеслава Лейкина, Галины Гампер, а также ЛИТо «ПИИТЕР» и «Молодой Петербург». Выходят отдельные номера со стихами и прозой авторов Санкт-Петербургского отделения Союза писателей России и Союза писателей Санкт-Петербурга,  в результате чего Илья Бояшов выражает опасение, что журнал может стать «сугубо петербуржским изданием». В 2016 году в «Авроре» публикуются стихи рижских поэтов; выходит отдельный выпуск, посвященный самобытной якутской литературе и культуре (№4 за 2016 год), куда включены произведения Анемподиста Софронова и других классиков якутской литературы, а также современных поэтов, прозаиков и драматургов республики Саха.
В 2016 году Санкт-Петербургская общественная организация культуры «Аврора» под руководством Киры Грозной становится лауреатом конкурса «Сделано в Петербурге» за выпуск продукции — журнал «Аврора».
В 2019 году Санкт-Петербургская общественная организация культуры «Аврора» и её главный редактор получают Премию правительства Санкт-Петербурга в области журналистики в номинации «Лучшая публикация в городских печатных средствах массовой информации» за рубрику «Три кита современной петербургской словесности» в журнале «Аврора» (№ 5—6 за 2019 год).
С 2021 года рубрику «Дебют» журнала «Аврора» возглавляет поэт и деятель культуры Стефания Данилова. Она занимается реформаторской деятельностью рубрики, публикуя на страницах литературного журнала в том числе и медийных сетевых поэтов, таких, как Резная Свирель, Мальвина Матрасова и Полина Шибеева.
В мае 2023 года на Книжном Салоне в Санкт-Петербурге состоялась презентация спецвыпуска журнала с новой повестью Валерия Попова «Бросил пить и приоделся». По словам портала «Год Литературы», спецвыпуск был раскуплен за несколько часов.

## Главные редакторы
- Нина Косарева (1969—1972)
- Владимир Торопыгин (1973—1977)
- Глеб Горышин (1977—1982)
- Эдуард Шевелев (1982—2006)
- Николай Коняев (2007—2011)[18]
- Валерий Новичков (2011—2014)[19]
- Кира Грозная (с 2014)

## Авторы
Фёдор Абрамов, Валерий Айрапетян, Ольга Аникина, Евгений Антипов, Алексей Ахматов, Полина Барскова, Ренат Беккин, Василий Белов, Андрей Битов, Алексей Борычев, Илья Бояшов, Михаил Веллер, Александр Володин, Галина Врублевская, Лилия Газизова, Галина Гампер, Виктор Голявкин, Глеб Горбовский, Александр Городницкий, Даниил Гранин, Кира Грозная, Дмитрий Губин, Николай Гуданец, Стефания Данилова, Лев Додин, Александр Житинский, Анатолий Иванен, Фазиль Искандер, Александр Карасёв, Георгий Каюров, Пётр Кожевников, Виктор Конецкий, Эдуард Кочергин, Иван Краско, Виктор Кречетов, Саша Кругосветов, Владимир Крупин, Наталья Крымова, Игорь Куберский, Валентин Курбатов, Александр Кушнер, Сюзанна Кулешова, Виктор Курочкин, Вячеслав Лейкин, Виктор Лихоносов, Дато Маградзе, Владимир Маканин, Елена Матвеева, Алексей Машевский, Константин Мелихан, Александр Мелихов, Даниэль Орлов, Вера Панова, Леонид Пантелеев, Андрей Петров, Людмила Петрушевская, Ирина Полянская, Виктор Пелевин, Иван Переверзин, Валентин Пикуль, Дмитрий Поляков (Катин), Валерий Попов, Захар Прилепин, Валентин Распутин, Герман Садулаев, Вениамин Смехов, Роман Сенчин, Анемподист Софронов, Валентин Сорокин, Аркадий и Борис Стругацкие, Лидия Сычёва, Татьяна Толстая, Виктория Черножукова, Вадим Шефнер, Василий Шукшин, Лариса Шушунова, Анатолий Эфрос и др.